# Чемпионат России по лёгкой атлетике в помещении 2023
Чемпионат России по лёгкой атлетике в помещении 2023 года прошёл 3—5 марта в Москве в манеже ЛФК «ЦСКА». На старт вышли 622 спортсмена из 65 регионов страны. На протяжении 3 дней были разыграны 24 комплекта медалей.
В восьмой раз подряд на чемпионате страны не проводился отбор в национальную сборную. Отстранение российских легкоатлетов от международных стартов, инициированное в ноябре 2015 года из-за допингового скандала, в 2022 году было вновь оставлено в силе. В связи с вторжением российских войск на Украину, начавшимся 24 февраля 2022 года, World Athletics закрыла допуск на главные международные соревнования даже для легкоатлетов, получивших нейтральный статус. В условиях изоляции Всероссийская федерация лёгкой атлетики в качестве меры финансового стимулирования установила призовые для победителей и призёров чемпионата: чемпионы России получали по 50 000 рублей, серебряные медалисты — 30 000 рублей, бронзовые — 20 000 рублей (при условии выполнения норматива кандидата в мастера спорта). Дополнительный призовой бонус в размере 50 000 рублей полагался спортсменам, превысившим квалификационные нормативы для участия в чемпионате Европы в помещении 2023 года.
Зимой 2023 года также были проведены чемпионаты России в отдельных дисциплинах лёгкой атлетики:
- 18 февраля — чемпионат России по бегу на 1 милю в помещении (Оренбург)
- 21—22 февраля — чемпионат России по многоборьям в помещении (Смоленск)

## Призёры

### Мужчины
| Дисциплина       | Золото                                                                             | Золото  | Серебро                                                                              | Серебро | Бронза                                                                                   | Бронза  |
| ---------------- | ---------------------------------------------------------------------------------- | ------- | ------------------------------------------------------------------------------------ | ------- | ---------------------------------------------------------------------------------------- | ------- |
| 60 м             | Ярослав Ткалич Москва Смоленская область                                           | 6,61    | Константин Крылов Красноярский край                                                  | 6,66    | Данила Тен Краснодарский край Амурская область                                           | 6,69    |
| 400 м            | Максим Федяев Московская область Курская область                                   | 46,59   | Никита Ленчиков Тамбовская область                                                   | 46,70   | Вадим Кукалев Тюменская область                                                          | 46,79   |
| 800 м            | Игорь Ращупкин Москва Липецкая область                                             | 1.50,76 | Сергей Дубровский Московская область Белгородская область                            | 1.50,88 | Никита Егоров Ульяновская область                                                        | 1.51,17 |
| 1500 м           | Константин Плохотников Краснодарский край Хакасия                                  | 3.41,75 | Владислав Подзвёздов Краснодарский край Адыгея                                       | 3.42,73 | Егор Лимонов Санкт-Петербург                                                             | 3.43,12 |
| 3000 м           | Владимир Никитин Москва Пермский край                                              | 7.50,88 | Анатолий Рыбаков Кемеровская область                                                 | 7.52,91 | Константин Плохотников Краснодарский край Хакасия                                        | 7.53,13 |
| 60 м с барьерами | Артём Макаренко Москва Красноярский край                                           | 7,64    | Семён Манаков Татарстан                                                              | 7,75    | Анатолий Киселёв Нижегородская область                                                   | 7,89    |
| Прыжок в высоту  | Данил Лысенко Москва                                                               | 2,34 м  | Илья Иванюк Брянская область Смоленская область                                      | 2,30 м  | Алексей Фадеев Омская область                                                            | 2,26 м  |
| Прыжок с шестом  | Михаил Шмыков Иркутская область                                                    | 5,65 м  | не вручалась                                                                         |         | Георгий Горохов Москва                                                                   | 5,45 м  |
| Прыжок с шестом  | Дмитрий Качанов Москва                                                             | 5,65 м  | не вручалась                                                                         |         | Георгий Горохов Москва                                                                   | 5,45 м  |
| Прыжок в длину   | Артём Чермошанский Москва                                                          | 7,89 м  | Юрий Ожгибесов Воронежская область                                                   | 7,80 м  | Артемий Коленченко Москва                                                                | 7,80 м  |
| Тройной прыжок   | Илья Телькунов Москва                                                              | 16,32 м | Антон Бульдов Москва                                                                 | 16,23 м | Дмитрий Чижиков Санкт-Петербург                                                          | 16,11 м |
| Толкание ядра    | Максим Афонин Москва                                                               | 20,33 м | Константин Лядусов Москва Ростовская область                                         | 19,49 м | Семён Бородаев Ставропольский край                                                       | 18,56 м |
| Эстафета 4×400 м | Санкт-Петербург · Данил Вешняков · Кирилл Колесов · Михаил Филатов · Даниил Песков | 3.09,98 | Ульяновская область · Никита Егоров · Андрей Галацков · Олег Никитин · Артём Федотов | 3.10,58 | Челябинская область · Анатолий Грехов · Артём Змейкин · Алексей Сидоров · Максим Тиряков | 3.12,79 |

### Женщины
| Дисциплина       | Золото                                                                                             | Золото  | Серебро                                                                                       | Серебро | Бронза                                                                               | Бронза  |
| ---------------- | -------------------------------------------------------------------------------------------------- | ------- | --------------------------------------------------------------------------------------------- | ------- | ------------------------------------------------------------------------------------ | ------- |
| 60 м             | Кристина Макаренко Москва Красноярский край                                                        | 7,12    | Юлия Караваева Москва                                                                         | 7,25    | Анастасия Романова Санкт-Петербург                                                   | 7,36    |
| 400 м            | Полина Миллер Краснодарский край Алтайский край                                                    | 51,52   | Екатерина Иванова Иркутская область                                                           | 52,72   | Екатерина Вахрушева Москва                                                           | 53,42   |
| 800 м            | Инесса Гусарова Белгородская область Калужская область                                             | 2.03,91 | Яна Перепелица Краснодарский край                                                             | 2.04,87 | Нигина Тухтаева Курганская область                                                   | 2.05,60 |
| 1500 м           | Светлана Аплачкина Воронежская область                                                             | 4.09,97 | Ольга Вовк Ростовская область                                                                 | 4.10,41 | Екатерина Ивонина Московская область Пермский край                                   | 4.11,39 |
| 3000 м           | Ольга Вовк Ростовская область                                                                      | 8.48,09 | Екатерина Ивонина Московская область Пермский край                                            | 8.48,88 | Светлана Аплачкина Воронежская область                                               | 8.56,49 |
| 60 м с барьерами | Виктория Погребняк Томская область Алтайский край                                                  | 8,15    | Ирина Болдырева Московская область                                                            | 8,23    | Алина Бозюкова Воронежская область Санкт-Петербург                                   | 8,28    |
| Прыжок в высоту  | Наталья Спиридонова Москва                                                                         | 1,94 м  | Дарья Слепова Москва                                                                          | 1,91 м  | Полина Парфёненко Кемеровская область                                                | 1,91 м  |
| Прыжок с шестом  | Полина Кнороз Москва                                                                               | 4,70 м  | Татьяна Калинина Москва                                                                       | 4,55 м  | Аксана Гатауллина Москва                                                             | 4,50 м  |
| Прыжок в длину   | Елена Соколова Москва Белгородская область                                                         | 6,67 м  | Вероника Семашко Санкт-Петербург                                                              | 6,65 м  | Екатерина Левицкая Краснодарский край                                                | 6,49 м  |
| Тройной прыжок   | Дарья Нидбайкина Москва                                                                            | 14,11 м | Екатерина Конева Краснодарский край Хабаровский край                                          | 14,08 м | Валерия Воловликова Москва Ростовская область                                        | 13,23 м |
| Толкание ядра    | Снежана Трофимец Москва                                                                            | 17,40 м | Наталья Тронева Краснодарский край                                                            | 16,46 м | Екатерина Бурмистрова Санкт-Петербург                                                | 16,41 м |
| Эстафета 4×400 м | Московская область · Екатерина Федяева · Вероника Архипова · Мария Тарабанская · Ксения Коротченко | 3.36,08 | Иркутская область · Кристина Вершинина · Ирина Гущенец · Марина Хекашвили · Екатерина Иванова | 3.36,19 | Санкт-Петербург · Анна Рубцова · Манижа Асоева · Елизавета Головатая · Вера Филатова | 3.37,13 |

## Чемпионат России по бегу на 1 милю
Чемпионат России по бегу на 1 милю в помещении состоялся 18 февраля 2023 года в Оренбурге в манеже ОГПУ. Забеги прошли в рамках соревнований «Оренбургская миля». На старт вышел 31 легкоатлет из 17 регионов страны (19 мужчин и 12 женщин). Владимир Никитин в четвёртый раз подряд стал чемпионом России на этой дистанции. Как и во всех предыдущих случаях, он пробежал дистанцию быстрее 4 минут, лидируя со старта до финиша. Сильнейшей среди женщин оказалась Ольга Вовк со вторым результатом в истории турнира (4.29,23).

### Мужчины
| Дисциплина         | Золото                                | Золото  | Серебро             | Серебро | Бронза                       | Бронза  |
| ------------------ | ------------------------------------- | ------- | ------------------- | ------- | ---------------------------- | ------- |
| 1 миля (1609,34 м) | Владимир Никитин Москва Пермский край | 3.58,52 | Евгений Кунц Москва | 3.59,80 | Егор Лимонов Санкт-Петербург | 4.00,07 |

### Женщины
| Дисциплина         | Золото                        | Золото  | Серебро                                | Серебро | Бронза                                                 | Бронза  |
| ------------------ | ----------------------------- | ------- | -------------------------------------- | ------- | ------------------------------------------------------ | ------- |
| 1 миля (1609,34 м) | Ольга Вовк Ростовская область | 4.29,23 | Светлана Аплачкина Воронежская область | 4.30,71 | Инесса Гусарова Белгородская область Калужская область | 4.32,38 |

## Чемпионат России по многоборьям
Чемпионы страны в мужском семиборье и женском пятиборье определились 21—22 февраля 2023 года в Смоленске в манеже СГАФКСТ. На старт вышли 30 многоборцев из 16 регионов страны (17 мужчин и 13 женщин). Илья Шкуренёв в четвёртый раз (третий подряд) завоевал титул чемпиона страны в семиборье. Серебряная медаль досталась Евгению Саранцеву — в возрасте 35 лет 17 дней он стал самым возрастным призёром в истории чемпионатов России по многоборьям в помещении. Первое место среди женщин, напротив, разыграли молодые спортсменки. 19-летняя Валерия Москвитина опередила 21-летнюю Юлию Сохацкую и впервые в карьере стала чемпионкой России (самой молодой в истории турнира).

### Мужчины
| Дисциплина | Золото                                                 | Золото     | Серебро                                                | Серебро    | Бронза                                             | Бронза     |
| ---------- | ------------------------------------------------------ | ---------- | ------------------------------------------------------ | ---------- | -------------------------------------------------- | ---------- |
| Семиборье  | Илья Шкуренёв Волгоградская область Московская область | 5806 очков | Евгений Саранцев Волгоградская область Санкт-Петербург | 5700 очков | Андрей Родиков Московская область Хабаровский край | 5547 очков |

### Женщины
| Дисциплина | Золото                                | Золото    | Серебро                 | Серебро    | Бронза                                   | Бронза    |
| ---------- | ------------------------------------- | --------- | ----------------------- | ---------- | ---------------------------------------- | --------- |
| Пятиборье  | Валерия Москвитина Краснодарский край | 4331 очко | Юлия Сохацкая Татарстан | 4199 очков | Елена Ермолина Краснодарский край Адыгея | 4061 очко |